# Seraina Rohrer
Seraina Rohrer, née le 19 décembre 1977 à Männedorf, est une experte et chercheuse suisse en cinéma et culture.

## Biographie
Seraina Rohrer a étudié le cinéma et la communication à l’Université de Zurich. Elle a dirigé plusieurs années le service de presse du Locarno Film Festival et a coordonné le lancement du projet pilote Réseau Cinéma CH, coopération des hautes écoles spécialisées et des universités suisses dans le domaine de l’éducation au cinéma. Elle a siégé à la commission fiction de la Fondation zurichoise pour le cinéma et rédigé une thèse sur les films transnationaux à petit budget à l’Université de Zurich et à l'Université de Californie à Los Angeles. Journaliste indépendante, elle a travaillé en Suisse et à l’étranger, donnant une chronique mensuelle à l’hebdomadaire zurichois NZZ am Sonntag entre 2012 et 2015. Elle a vécu plusieurs années au Mexique et aux États-Unis, et beaucoup écrit sur le cinéma latino-américain, notamment La India María: Mexploitation and the films of María Elena Velasco, un livre qui met en lumière pour la première fois le travail de l’Indienne Maria, l’actrice iconique du cinéma mexicain. Entre 2011 et 2019, Seraina Rohrer a dirigé les Journées de Soleure, un festival de cinéma suisse qui enregistre tous les ans quelque 65 000 entrées. Après le fondateur Stephan Portmann et son successeur Ivo Kummer, elle était la première femme à assumer la responsabilité du programme et de l’organisation de ces Journées de Soleure. Elle est membre de plusieurs fondations, dont la Fondation UBS pour la culture.
En 2020, Rohrer a rejoint la Fondation suisse pour la culture Pro Helvetia en tant que membre de la direction et responsable du nouveau secteur Innovation & Société. Dans cette fonction, elle a introduit des initiatives sur la diversité et l'inclusion ainsi que des initiatives favorisant la transformation dans le secteur culturel (entre autres "art, science et technologie").